# Purpurocardia cavatica
Purpurocardia cavatica is een tweekleppigensoort uit de familie van de Carditidae. De wetenschappelijke naam van de soort is voor het eerst geldig gepubliceerd in 1902 door Hedley.